# Studio della Torah

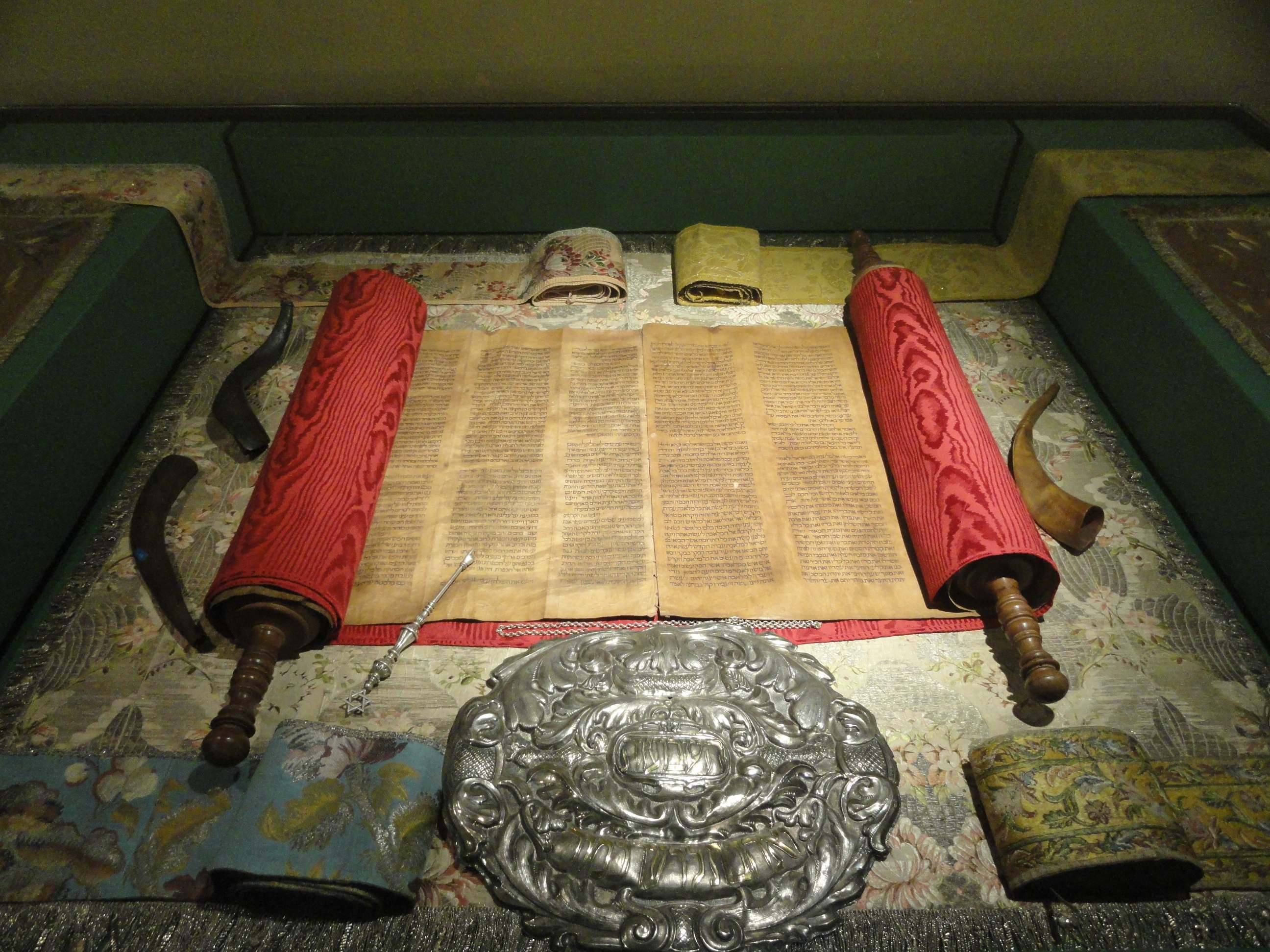
I rotoli della Torah nella Sinagoga di Casale Monferrato (XVII-XVIII secolo).

Lo Studio della Torah è lo studio che viene fatto dagli ebrei della Torah, Bibbia ebraica, Talmud, responsa, letteratura rabbinica e simili, che sono tutte opere religiose dell'ebraismo.  Idealmente, nell'ambito dell'ebraismo, tale studio viene eseguito proprio col proposito di rispettare la mitzvah ("comandamento") dello "studio della Torah".
Tale pratica è in qualche modo presente in tutte le correnti ebraiche ed è considerata di estrema importanza per gli ebrei tradizionali. Lo studio della Torah si è sviluppato nel corso delle generazioni, insieme a nuovi stili di vita e anche con la produzione di nuovi testi.

## Considerazioni sullo studio tradizionale della Torah

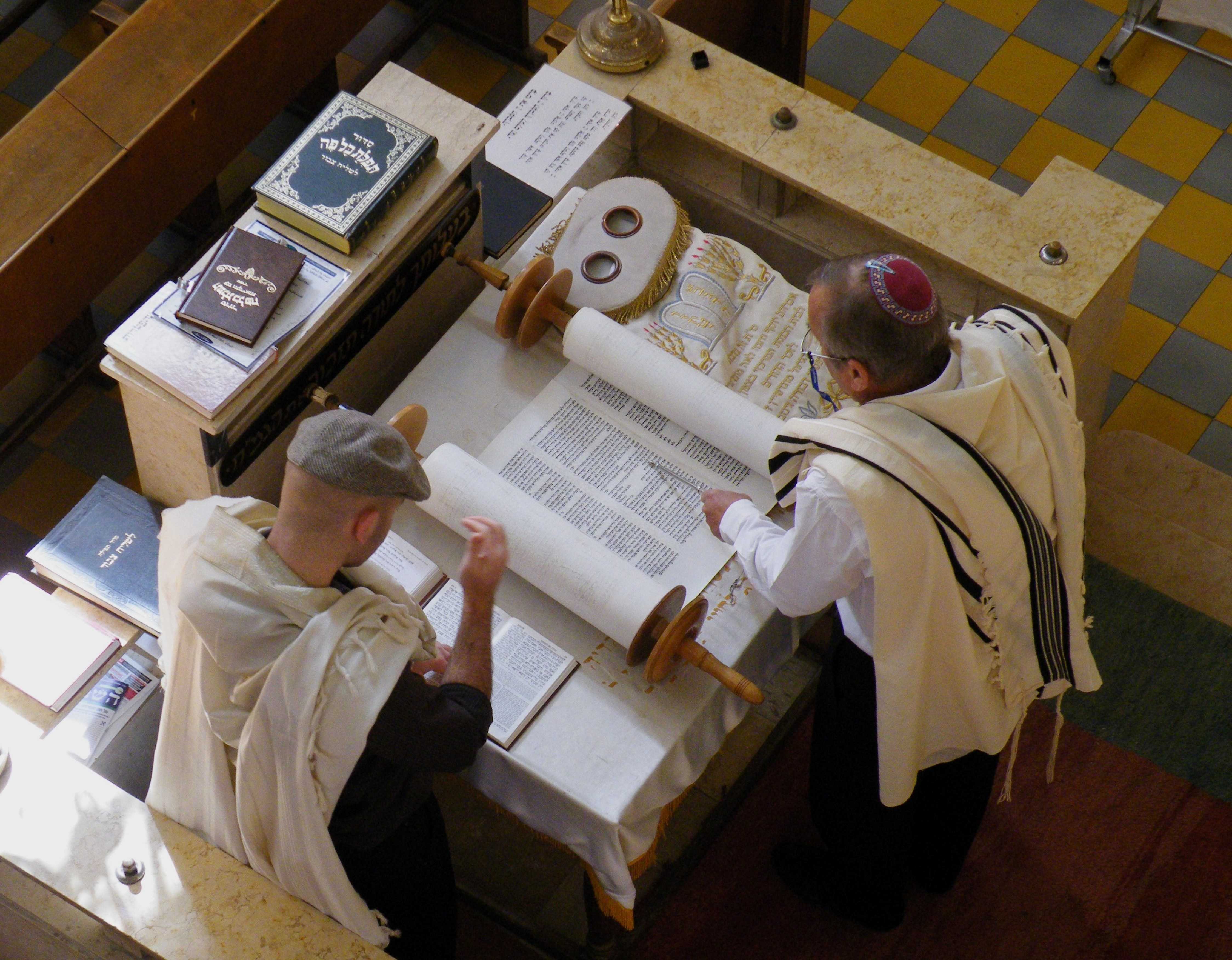
Lettura della Torah

Nella letteratura rabbinica l'ideale più alto per tutti gli uomini ebrei è lo studio della Torah, mentre le donne ne sono esentate. Tale letteratura infonde una passione per questo studio e una sete di sapere che va oltre il testo dell'opera Tanakh e si espande su tutta la Torah "orale". Secondo molti storici questa passione ha caratterizzato il popolo ebraico, sia religioso che non religioso, fino al presente. Alcuni esempi di insegnamenti tradizionali includono:
- Lo studio della Torah ha la precedenza su altre mitzvot, come quella di visitare i malati, onorare i propri genitori, portare la pace tra la gente (Shabbat 127a).
- Numerosi rabbini talmudisti considerano lo studio della Torah superiore al salvataggio di una vita umana, alla costruzione del Tempio di Gerusalemme e all'onorare il padre e la madre (Megilah 16b), a patto che il salvataggio della vita umana venga fatto da qualcun altro.
- Secondo Rabbi Meir, quando uno studia la Torah per sé stessa (Torah Lishmah -תורה לשמה) la creazione del mondo intero vale solo per lui e porta gioia a Dio.[2]
- Come il bambino deve saziare la fame giorno per giorno, così l'adulto deve occuparsi con lo studio della Torah ogni ora del giorno (Yerushalmi, Berakhot cap. 9).
- Lo studio della Torah ha più valore dell'offerta quotidiana di sacrifici (Eruvin 63b).
- Un solo giorno dedicato alla Torah supera 1.000 sacrifici (Trattato Shabbat 30a; comp. Trattato Menachot 100a).
- La favola de "La volpe e il pesce" , dove la volpe cerca di "attirare" il pesce sulla terra ferma, dichiara che Israele può vivere solo nella Legge come il pesce può vivere solo nell'oceano (Talmud babilonese, Berakhot 61b). Simile è il racconto del Chakham invitato in un luogo per insegnare, giustificando il viaggio in cambio di perle, pietre preziose ed altri tesori: il primo rispose dicendo di preferire un luogo in cui vi fosse stata Torah piuttosto che accettare tale richiesta (cfr Mamash ed.).
- Chiunque impara la Torah di notte viene ricompensato con una grazia durante il giorno e chiunque la trascuri verrà gettato sui carboni ardenti nel Mondo a venire. (Avodah Zarah 3b).
- Dio piange per colui che avrebbe potuto occuparsi con lo studio della Torah ma non l'ha fatto (Trattato Hagigah 5b).
- Lo studio deve essere fatto senza egoismo: si deve studiare la Torah con abnegazione, persino sacrificando la propria vita, e anche nell'ora della morte si deve svolgere questo dovere (Trattato Shabbat 83b).
- Tutti, anche i lebbrosi e coloro che sono ritualmente impuri, hanno l'obbligo di studiare la Torah (Trattato Berakhot 22a).
- È dovere di tutti leggere l'intera porzione settimanale di Torah due volte[3] (la legge di shnayim mikra ve-echad targum, (Talmud, Trattato Berakhot 8a).
- Secondo Rabbi Meir un goym (gentile) che studia la Torah (con lo scopo di imparare le Leggi noachiche) è grande come il Sommo Sacerdote (Trattato Avodah Zarah 3a). Un'affermazione ancora maggiore viene fatta dalla Mishnah, dove si discute della gerarchia sociale dell'antico Israele: Il Sommo Sacerdote era vicino all'apice della piramide sociale e un uomo nato da coppia non sposata era vicino al fondo. Tuttavia, "il bastardo istruito ha precedenza sul sommo sacerdote ignorante".[4]
- Secondo Rabbi Yehudah Dio Stesso studia la Torah per le prime tre ore di ogni giorno. (Trattato Avodah Zarah 3b).

## Origini
Lo studio della Torah viene annoverato tra i 613 precetti (Mitzvot, "comandamenti [biblici]"), trovando la sua fonte nel versetto (Deuteronomio 6:7): "E li inculcherai ai tuoi figli", per cui il Talmud commenta che "Lo studio è necessario per poter insegnare." L'importanza dello studio è attestato in un'altra discussione talmudica (Kiddushin 40b) su cosa sia preferibile, lo studio o l'azione. La risposta, con un compromesso apparente, è "lo studio che porta all'azione". Anche se la parola "Torah" si riferisce specificamente ai Cinque Libri di Mosè, nell'Ebraismo la parola si riferisce anche al Tanakh (Bibbia ebraica), al Talmud e ad altre opere religiose, tra cui anche lo studio della Cabala ebraica, del chassidismo, del Mussar e molto altro ancora.

## Forme di studio tradizionale

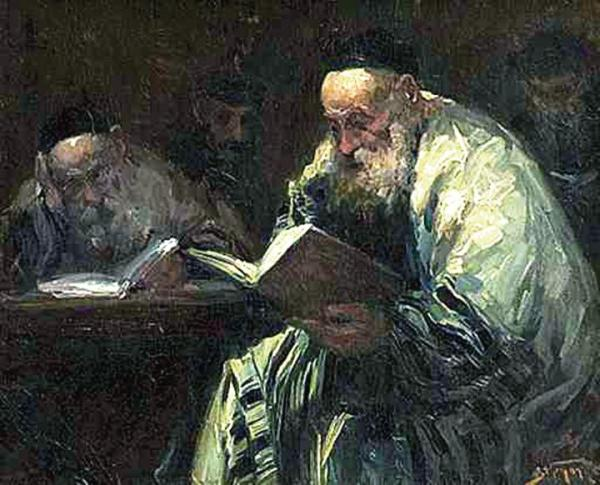
Ebrei religiosi che studiano le Scritture (olio di Adolf Behrman, ca. 1900)

Il Talmud (Trattato Kiddushin 30a) definisce l'obiettivo dello studio della Torah: "Che le parole della Torah siano chiare nella tua bocca cosicché, se qualcuno ti debba chiedere qualcosa, tu non avrai bisogno di esitare a rispondere, ma gli risponderai immediatamente." Nelle yeshivah ("scuole talmudiche"), scuole rabbiniche e kollel (scuole talmudiche postlaurea) i modi principali di studiare la Torah includono lo studio di:
- Porzioni bibliche settimanali (Parashah) con i "commentatori rabbinici" (Meforshim)
- Talmud
- Opere etiche

Altri testi meno universalmente studiati comprendono i Nevi'im e Ketuvim, altra letteratura rabbinica (come il Midrash) e le opere di filosofia ebraica religiosa.
Gli ebrei ortodossi possono studiare il testo della Torah a qualsiasi dei quattro livelli esegetici descritti nello Zohar, dal letterale al più mistico::
1. Il significato semplice, letterale: Peshat
2. L'allusione o significato allegorico: Remez
3. Il paragone rabbinico tramite sermone o illustrazione e metafora: Derash
4. Il significato segreto/misterioso/occulto della Cabala: Sod[7]

Le lettere iniziali di questi termini  Peshat,  Remez,  Derash,  Sod, che insieme formano la parola ebraica PaRDeS (che significa anche "paradiso/giardino"), sono diventate la designazione della definizione zoharica dei quattro significati testuali, dei quali il senso mistico viene considerato il più alto.
In alcuni ambienti tradizionali, in particolare quello ortodosso e haredi, studio della Torah è un modo di vita per gli uomini. Le donne non studiano la Torah, ma si guadagnano merito facilitandone lo studio agli uomini. In alcune comunità, gli uomini rinunciano ad altre occupazioni e studiano la Torah a tempo pieno.
Gli haredi israeliani spesso scelgono di dedicare molti anni allo studio biblico, presso un Kollel. Gli israeliani religiosi nazionali normalmente decidono di dedicarsi a tale studio dopo le scuole superiori, sia durante il servizio militare presso una yeshivah Hesder (per militari) o prima del servizio presso una Mechina (in ebraico 'מכינה‎?, "preparatorio").

## Cicli di studio
Oltre allo studio della Torah a tempo pieno, come quello svolto in scuole e yeshivah o ai fini della formazione rabbinica, vi è anche un obbligo per gli individui di riservare un periodo di studio biblico regolare per ripassare la propria conoscenza della materia. Esempi di programmi di studio sono i seguenti:
- Shnayim mikra ve-echad targum: studio della porzione biblica settimanale (Parashah) insieme al Targum aramaico
- Ḥoq le-Yisrael, un programma fondato dai rabbini Hayim Vital e Chaim Joseph David Azulai nel quale, ogni settimana si studiano estratti dalla Mishnah, lo Zohar e altre opere oltre alla Parashah della settimana: i passaggi rilevanti sono spesso stampati in forma di libro in una serie di volumi.
- Il Seder ha-Mishmarah, usato da alcuni ebrei di origine medio o vicino orientale, in cui ogni porzione biblica settimanale viene studiata insieme a sezioni dei Neviìm, Ketuvim e Mishnah, cosicché queste opere sono lette in toto nel corso dell'anno: anche questo è stato pubblicato in forma di libro col titolo Ḥoq le-Ya'akob. In alcune nazioni è tradizione che alcuni gruppi di riuniscano in una sinagoga ogni Shabbat pomeriggio e leggano i passi  mishmarah per lo Shabbat successivo.
- Il programma Daf Yomi, istituito nel 1923 da Rabbi Meir Shapiro: viene studiata una pagina del Talmud al giorno, a rotazione, per assicurare che gli ebrei nel mondo stiano studiando lo stesso passaggio allo stesso tempo (più di recente, ci sono stati programmi analoghi per il Talmud gerosolimitano e altre opere).
- L'Amud Yomi, simile al Daf Yomi, ma solo un lato di pagina al giorno.
- Mishneh Torah - studio quotidiano (ciclo di 1 o 3 anni)
- Mishnah Berurah Yomit - studio quotidiano (ciclo di 2½ o 5 anni)
- Kitzur Shulchan Aruch Yomi - studio quotidiano (ciclo di 1 anno)
- Halacha Yomit (Shulchan Aruch) - studio quotidiano (ciclo di 4 anni)
- Tanya - studio quotidiano (ciclo di 1 anno)

## D‘var Torah
D'var Torah (in ebraico דבר תורה‎? - plurale: Divrei Torah), noto anche come Drasha nelle comunità aschenazite, è un discorso su temi che riguardano una porzione (parashah) della Torah - in genere la porzione settimanale della Torah. In relazione alla sua declamazione in sinagoga, i rabbini spesso enunciano il proprio D'var Torah dopo la lettura della Torah. I Divrei Torah possono variare in lunghezza, a seconda del rabbino e la profondità del discorso. Nella maggior parte delle congregazioni, non dura molto più a lungo di quindici minuti, ma nel caso dei Rebbe o in occasioni speciali, un Dvar Torah può durare tutto il pomeriggio. È molto probabile che un D'var Torah di solito dia una lezione di vita, con riferimenti a brani di alcuni testi ebraici, come il Talmud o la Mishnah.

## Studio nelle varie correnti ebraiche

Schema dell'"ipotesi documentale" o "teoria delle quattro fonti".
'J': tradizione jahvista
'E': tradizione Elohista
'D': tradizione Deuteronomista
'P': tradizione Codice Sacerdotale
'R': "Redattore" che ha compilato le fonti
- include la maggior parte del Levitico
† include la maggior parte del Deuteronomio
‡ "Deuteronomic History": Giosuè, Giudici, Samuele 1&2, Re 1&2

Come per gli ebrei ortodossi, anche le altre confessioni ebraiche possono utilizzare una o tutte le aree e modalità di studio della Torah. Studiano la porzione settimanale della Torah, il Talmud, le opere etiche, e altro ancora. Possono studiare semplicemente il peshat del testo o anche, in misura limitata, il remez, derash e sod, che si trova in Etz Hayyim (il commentario della Torah dell'Assemblea Rabbinica degli ebrei conservatori), utilizzato in molte congregazioni conservatrici. È comune nello studio della Torah tra gli ebrei del Rinnovamento giudaico. Un certo livello di studio PaRDeS può anche essere riscontrato in forme di ebraismo che altrimenti sarebbero strettamente razionaliste, come l'Ebraismo ricostruzionista. Tuttavia , gli ebrei non ortodossi in generale trascorrono meno tempo nello studio dettagliato dei commentatori classici della Torah e passano più tempo a studiare i commentari moderni che attingono e interpretano i commentatori classici, ma che sono scritti da prospettive più moderne. Inoltre, le opere di letteratura rabbinica (come il Talmud) di solito ricevono meno attenzione rispetto al Tanakh.
Prima dell'Illuminismo, praticamente tutti gli ebrei credevano che la Torah fosse stata data a Mosè da Dio. Credevano anche che molte parti della Torah, in particolare le leggi ed i comandamenti, fossero state scritte in termini aspecifici; Mosè aveva ricevuto anche un'interpretazione della Torah che era stata trasmessa nel corso delle generazioni in forma orale fintantoché fu messa per iscritto nella Mishnah e successivamente, in maggior dettaglio, nel Talmud. Dopo l'Illuminismo, molti ebrei iniziarono a partecipare alla più vasta società europea e si impegnarono a studiare i metodi critici dell'analisi testuale, tra cui l'ecdotica, il metodo storico moderno, l'ermeneutica e le discipline collegate allo studio biblico come l'archeologia del Vicino Oriente e la linguistica. Col tempo da questi studi venne ad emergere l'ipotesi documentale: formulata principalmente da non ebrei, l'ipotesi documentale sostiene che la Torah non è stata scritta da Mosè, ma fu semplicemente scritta da diverse persone vissute durante i diversi periodi della storia israelita. Questo tipo di studio dipende da prove esterne al testo, prove soprattutto archeologiche e di letteratura comparata.
Oggigiorno, i rabbini riformati, conservatori e ricostruzionisti si basano su lezioni moderne di biblisti critici insieme alle forme più tradizionali di esegesi biblica. Gli ortodossi, i sefarditi, una maggioranza di ebrei israeliani e altri ebrei, inclusi molti dei non osservanti, rifiutano questi metodi critici moderni e anche l'ipotesi documentale, asserendo che viene contraddetta dalla Torah in Deuteronomio 31:24,25,26 e dal Talmud (Gittin 60a, Bava Basra 15b), che afferma che Mosè scrisse la Torah – anche la  Mishnah, dichiara l'origine divina della Torah quale uno dei principi fondamentali dell'Ebraismo.
Gli ebrei umanisti apprezzano la Torah come testo storico, politico e sociologico scritto dai loro antenati. Non credono "che ogni parola della Torah sia vera, o anche moralmente corretta, solo perché la Torah è antica." La Torah viene quindi esaminata criticamente, opposta e interrogata. Gli ebrei umanisti credono che l'intera esperienza ebraica, e non solo la Torah, dovrebbe essere studiata come fonte di comportamento ebraico e di valori etici.
Il modo raccomandato per studiare la Torah è leggere il testo originale scritto in ebraico. Ciò permette al lettore di comprendere informazioni specifiche della lingua. Per esempio, la parola ebraica per terra è "adama" ed il nome del primo uomo è "Adamo", che significa "della terra". Le varie correnti ebraiche variano l'importanza posta nell'uso del testo originale ebraico. La maggioranza lo raccomanda fortemente, ma permette anche di studiare la Torah in altre lingue, usando inoltre Rashi e altri commentatori per apprendere esplicazioni linguistiche ad hoc.

## Studio non religioso
Secondo la ricercatrice Ruth Calderon, esistono attualmente circa cento centri di studio non-halakhico della Torah in Israele. Sebbene influenzato dai metodi utilizzati nelle yeshivah e nelle università, lo studio non religioso della Torah include l'uso di nuovi strumenti che non fanno parte della tradizione ermeneutica accettata. Tra queste forme esegetiche, vi sono la critica femminista postmodernista, l'analisi storica, sociologica e psicologica, e l'analisi letteraria.

## Studio in Israele

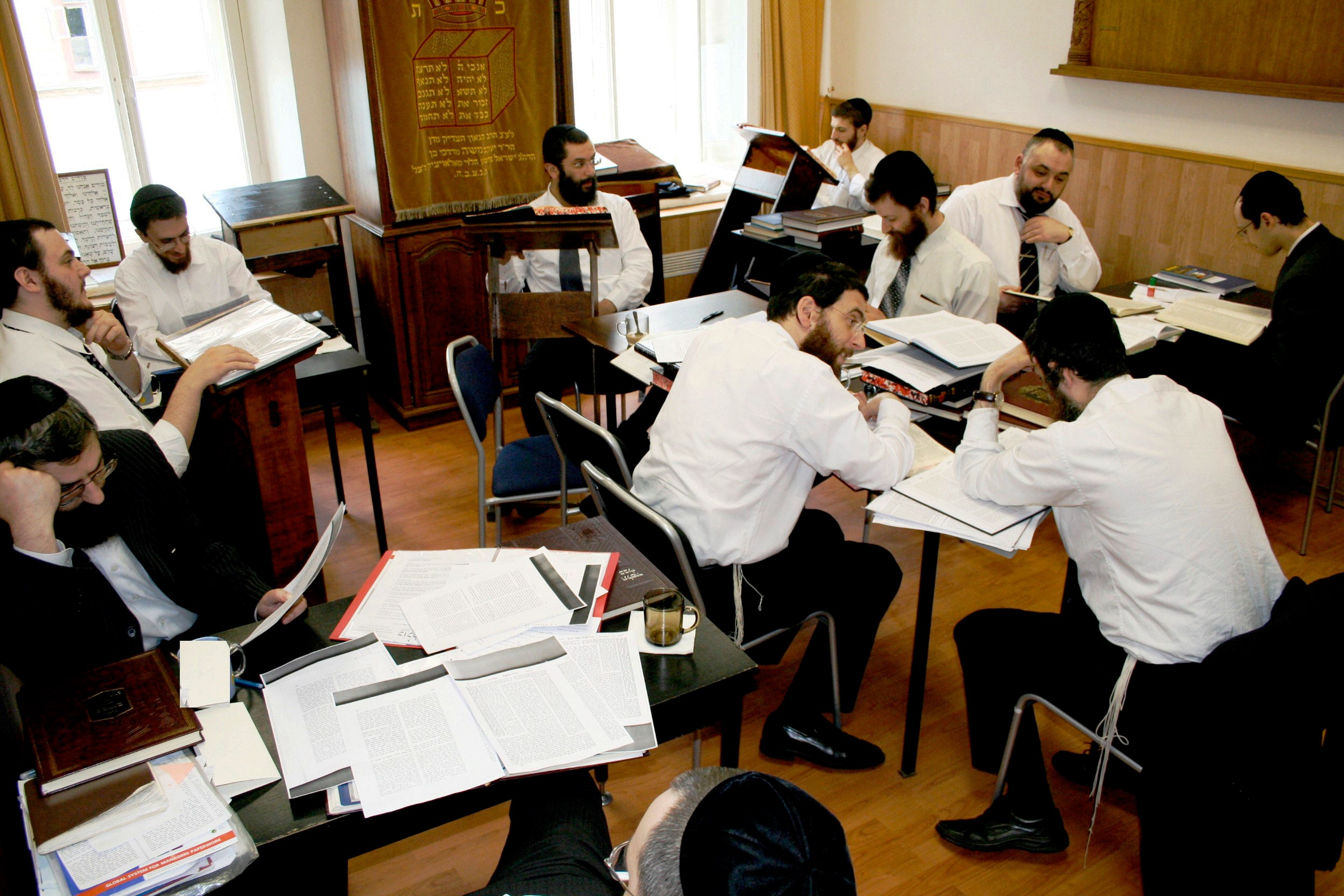
Kollel di studio

Dedicare un anno di studio della Torah nella moderna Terra di Israele è una pratica comune tra ebrei ortodossi moderni statunitensi e, in misura minore, europei, sudafricani, sudamericani e  australiani. Questi giovani adulti passano un anno a studiare la Torah in Israele, cosa comune sia tra maschi che femmine, con i primi che normalmente vanno presso una yeshivah e le seconde presso una midrasha (spesso chiamati seminario o seminaria). Yeshivah rinomate con programmi di un anno in Israele includono: Yeshivat Har Etzion, Yeshivat HaMivtar, Machon Meir, Aish HaTorah. Tra i più noti seminari o midrashot si annoverano: Midreshet HaRova, Midreshet Lindenbaum, Migdal Oz, Nishmat, Bnos Chava, Michlalah , e molti altri. Ragazzi chassidici e haredi provenienti dall'estero spesso passano molti anni a studiare in Terra d'Israele. Il movimento Bnei Akiva  offre una serie di opzioni per trascorrere un anno di studio in Israele, come parte dei loro programmi Hachshara.

## Progetti di studio della Tora su Wikimedia
Solo in lingua ebraica e lingua inglese
Progetti di studi testuali su Wikisource. Si noti che in molti casi questi progetti procedono più velocemente in ebraico che in inglese.
- Mikraot Gedolot (Bibbia rabbinica) in ebraico (campione) e inglese (campione).
- Cantillazione sul progetto "Vayavinu Bamikra" in ebraico (elenca circa 200 registrazioni) e inglese.
- Mishnah in ebraico (campione) e inglese (campione).
- Shulchan Aruch in ebraico e inglese (testo ebraico con traduzione inglese).